# Kilimanjarobrilvogel
De kilimanjarobrilvogel (Zosterops eurycricotus) is een zangvogel uit de familie Zosteropidae (brilvogels). De vogel komt voor in het oosten van Afrika. De vogel werd in 1884 door Gustav Fischer & Anton Reichenow als aparte soort beschreven, maar later vaak als ondersoort  van de hooglandbrilvogel (Z. poliogastrus) beschouwd. Op grond van na 2009 verricht onderzoek kan dit taxon weer behandeld worden als aparte soort.

## Verspreiding en leefgebied
De vogel komt voor in berggebieden in het noorden van Tanzania in de regio Kilimanjaro op hoogten tussen 1400 en 3400 meter boven zeeniveau.

## Status
Hoewel er weinig bekend is over trends en de populatiegrootte is de vogel heeft de soort de vermelding niet bedreigd op de Rode Lijst van de IUCN.